# Сен-Себастьен (Крёз)
Сен-Себастье́н (фр. Saint-Sébastien) — коммуна во Франции, находится в регионе Лимузен. Департамент коммуны — Крёз. Входит в состав кантона Дён-ле-Палестель. Округ коммуны — Гере.
Код INSEE коммуны — 23239.

## Население
Население коммуны на 2010 год составляло 694 человека.
| 1962 | 1968 | 1975 | 1982 | 1990 | 1999 | 2010 |
| ---- | ---- | ---- | ---- | ---- | ---- | ---- |
| 1134 | 1064 | 973  | 854  | 736  | 705  | 694  |

## Экономика
В 2010 году среди 373 человек трудоспособного возраста (15—64 лет) 240 были экономически активными, 133 — неактивными (показатель активности — 64,3 %, в 1999 году было 64,7 %). Из 240 активных жителей работали 218 человек (121 мужчина и 97 женщин), безработных было 22 (9 мужчин и 13 женщин). Среди 133 неактивных 25 человек были учениками или студентами, 66 — пенсионерами, 42 были неактивными по другим причинам.